# Decembrie 2013
Acest articol este generat integral pe baza informațiilor din articolul 2013 și este actualizat periodic de un robot.
 Editările făcute în articol vor fi șterse la următoarea actualizare! Dacă doriți să faceți modificări, editați articolul-sursă.

ianuarie -
februarie -
martie -
aprilie -
mai -
iunie -
iulie -
august -
septembrie -
octombrie -
noiembrie -
decembrie
Decembrie 2013 a fost a douăsprezecea lună a anului și a început într-o zi de duminică.

## Evenimente

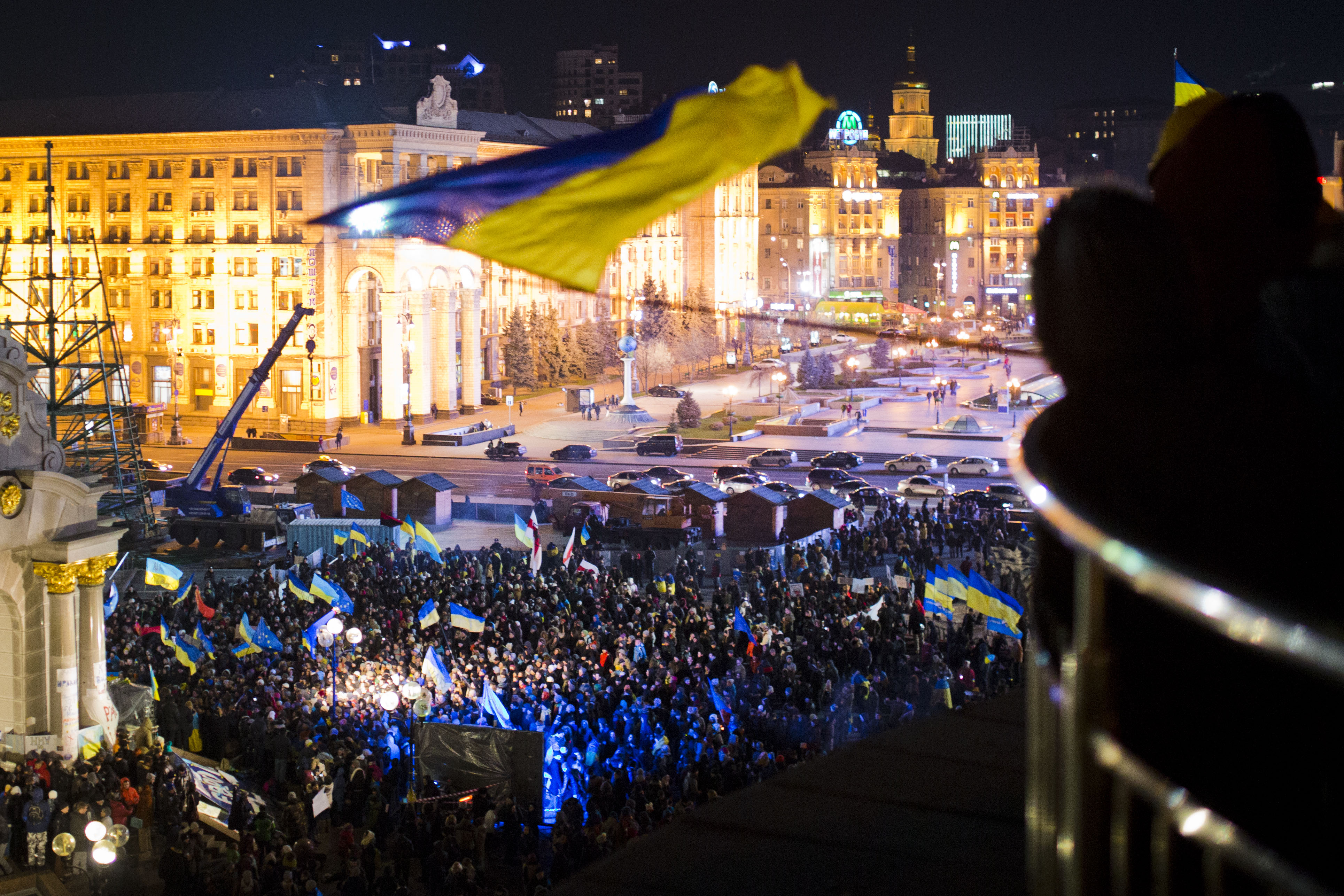
Protestele de la Kiev

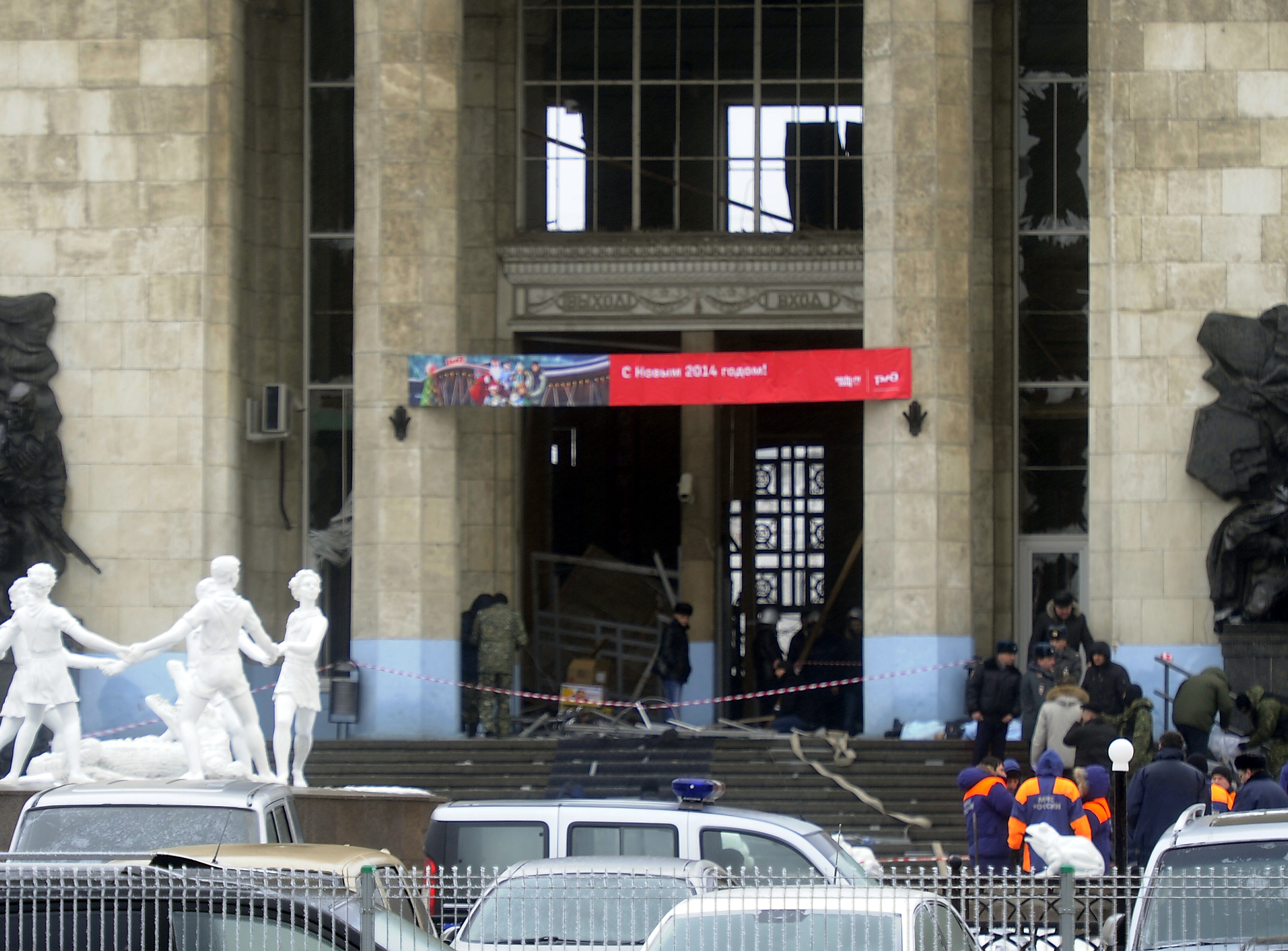
Atentele de la Volgograd

- 1 decembrie: Accident feroviar la New York. 4 oameni au murit și peste 60 au fost răniți după ce un tren de pasageri a deraiat.
- 1 decembrie: Apogeul protestelor din Ucraina, după ce președintele Viktor Ianukovici a contramandat încheierea unui acord de asociere cu Uniunea Europeană.
- 4 decembrie: Învestirea în funcție a noului cabinet al Marelui Ducat de Luxemburg, condus de liberalul Xavier Bettel.
- 7-22 decembrie: Campionatul Mondial de Handbal Feminin din Serbia.
- 17 decembrie: Realegerea Angelei Merkel în funcția de cancelar federal al Germaniei.
- 29 decembrie: Michael Schumacher a suferit un accident la cap, în stațiunea Meribel, din Alpii francezi și intră în comă.
- 29 decembrie: Un atentat sinucigaș s-a produs în gara din Volgograd, Rusia, în urma căruia cel puțin 18 persoane (inclusiv atacatorul) și-au pierdut viața, iar 40 au fost rănite.

## Decese
- 2 decembrie: Pedro Rocha, 70 ani, fotbalist uruguayan (atacant), (n. 1942)
- 2 decembrie: Octavian Sava (n. Octavian Segall), 85 ani, scriitor, dramaturg și scenarist român (n. 1928)
- 5 decembrie: Nelson Mandela (Nelson Rolihlahla Mandela), 95 ani, președinte al Africii de Sud (1994-1999), laureat al Premiului Nobel (1993), (n. 1918)
- 6 decembrie: Georges Baal (n. György Balassa), 75 ani, scriitor maghiar (n. 1938)
- 7 decembrie: Édouard Molinaro, 85 ani, regizor de film și scenarist francez (n. 1928)
- 8 decembrie: John Warcup Cornforth, 96 ani, chimist australian laureat al Premiuliu Nobel (1975), (n. 1917)
- 8 decembrie: Lucia Sauca, 53 ani, canotoare română (n. 1960)
- 9 decembrie: Hristu Cândroveanu, 85 ani, critic literar, scriitor, poet, prozator, traducător și publicist român de etnie aromână (n. 1928)
- 9 decembrie: Stanley Kauffmann, 97 ani, editor, publicist și critic de teatru și film american (n. 1916)
- 9 decembrie: Marc Mendelson, 98 ani, pictor, grafician și sculptor belgian (n. 1915)
- 9 decembrie: Antoaneta Tănăsescu, 72 ani, filolog, critic și teoretician literar român (n. 1941)
- 10 decembrie: Rossana Podestà, 79 ani, actriță de film, italiană (n. 1934)
- 12 decembrie: Ciabua Amiredjibi, 92 ani, scriitor georgian (n. 1921)
- 15 decembrie: Joan Fontaine (n. Joan de Beauvoir de Havilland), 96 ani, actriță americană de etnie britanică (n. 1917)
- 10 decembrie: Winton Dean, 97 ani, muzicolog britanic (n. 1916)
- 14 decembrie: Janet Lippman Abu-Lughod, 85 ani, sociolog american (n. 1928)
- 14 decembrie: Peter O'Toole (Peter Seamus Lorcan O'Toole), 81 ani, actor englez de etnie irlandeză (n. 1932)
- 18 decembrie: Titus Munteanu (n. Titus-Adrian Muntean), 72 ani, regizor român (n. 1941)
- 19 decembrie: Valeria Borza, 29 ani, jucătoare română de tenis de masă (n. 1984)
- 19 decembrie: Nae Lăzărescu (Niculae Lăzărescu), 72 ani, actor român de comedie (n. 1941)
- 20 decembrie: Olle Åberg (n. Olof Viktor Åberg), 88 ani, sportiv suedez (atletism), (n. 1925)
- 20 decembrie: Piotr Bolotnikov, 83 ani, atlet sovietic (n. 1930)
- 21 decembrie: Ahmed Asmat Abdel-Meguid, 90 ani, diplomat egiptean (n. 1923)
- 23 decembrie: Ioan Cadar, 67 ani, artist plastic, sticlar și vitralist român (n. 1946)
- 23 decembrie: Mihail Kalașnikov, 94 ani, proiectant rus de arme de foc (AK-47), (n. 1919)
- 24 decembrie: Serghei Stroenco, 46 ani, fotbalist și antrenor din R. Moldova (n. 1967)
- 26 decembrie: Dinu Cocea (n. Constantin Cocea), 84 ani, regizor român de film (n. 1929)
- 29 decembrie: Eugeniu Grebenicov, 81 ani, academician din R. Moldova (n. 1932)